# Leopold Trebitsch

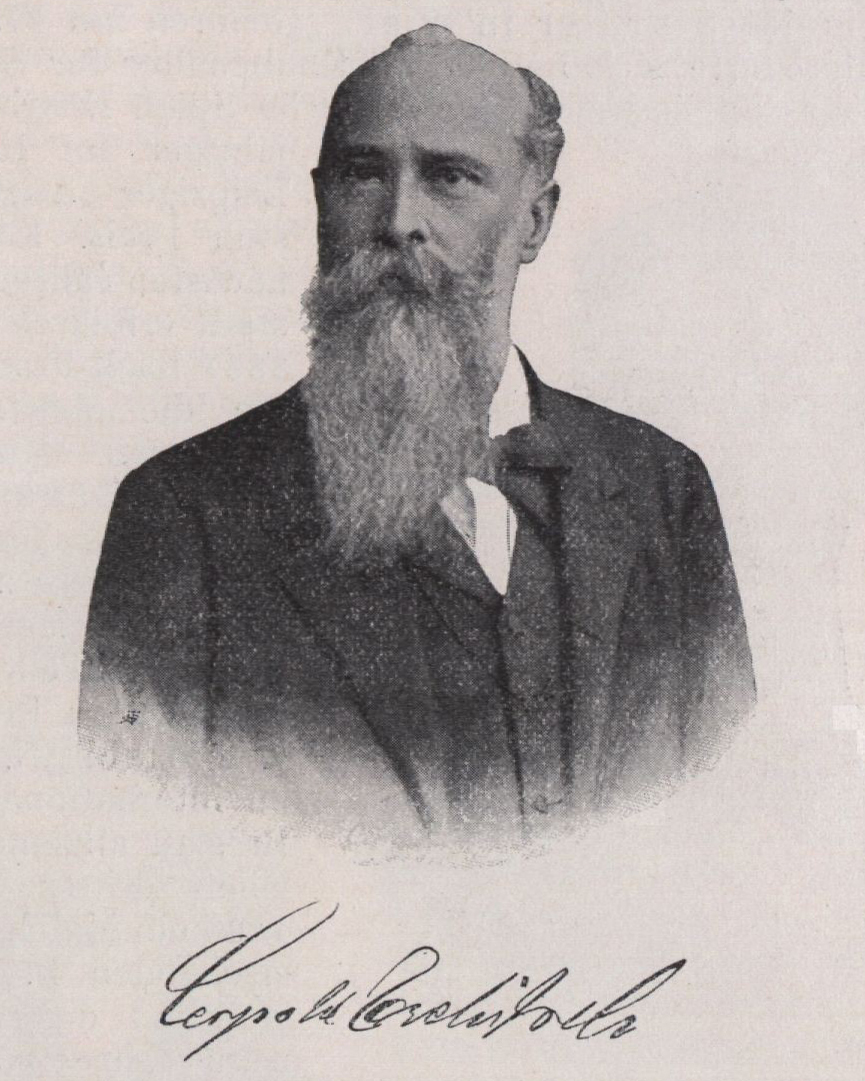
Leopold Trebitsch

Leopold Trebitsch (* 10. Mai 1842 in Wien, Kaisertum Österreich; † 12. Dezember 1906 ebenda) war ein österreichischer Unternehmer. Er war Seidenfabrikant und Schachmäzen.

## Leben
Leopold Trebitsch leitete die größte Seidenfirma der Donaumonarchie und eine der größten auf dem Kontinent, die ihre Waren auch nach Deutschland, England und Amerika ausführte. Seine Modewaren wie brillant irisierende Seidentücher, fescher Hutputz, Shawls und feine Strümpfe, schwere Vorhang- und Möbelstoffe, Damast, Samt und Atlas gingen in alle Welt.
Das Unternehmen wurde im Jahr 1838 von seinem aus Nikolsburg in den Wiener Vorstadtbezirk Fünfhaus zugewanderten Vater Salomon gegründet; es hatte Fabriken in Mährisch-Schönberg, Blauda und Wigstadtl und eine große Niederlassung in der Schottenfeldgasse in Wien. 
Trebitsch erzog mit seiner Gattin Malvine (1846–1918), Witwe seines älteren Bruders Heinrich (1839–1872), deren Söhne Siegfried Trebitsch und den Juristen Heinrich, sowie die eigenen Kinder, den Arzt und Ethnologen Rudolf Trebitsch, Oscar und Arthur Trebitsch. Er stiftete dem Wiener Schachklub 100.000 Kronen, von 1907 bis 1938 wurden Leopold-Trebitsch-Gedenkturniere ausgerichtet. 

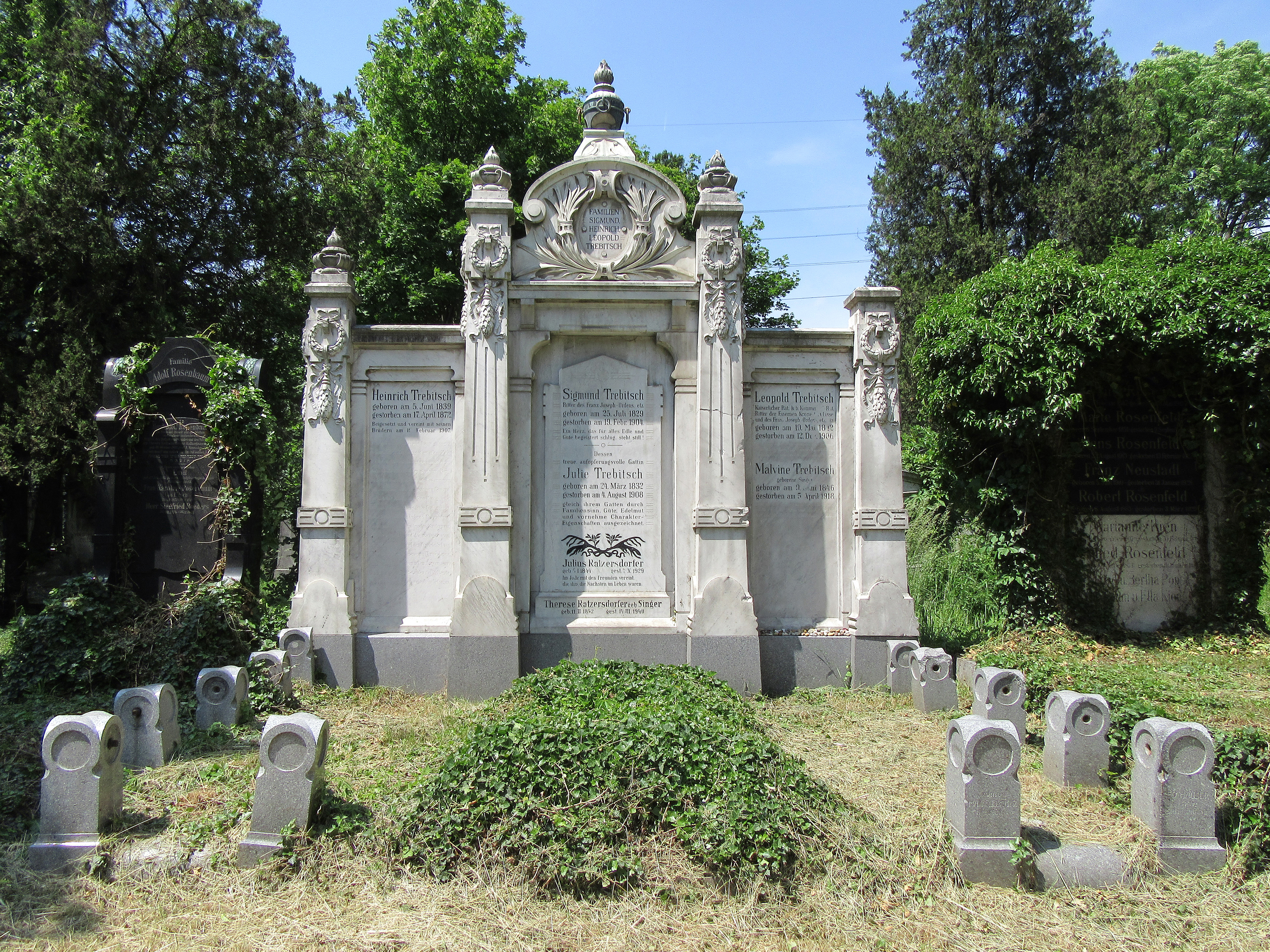
Grab von Leopold Trebitsch in der Familiengruft auf dem Wiener Zentralfriedhof

Leopold Trebitsch ruht in einem von Max Fleischer entworfenen Grab in der alten israelitischen Abteilung des Wiener Zentralfriedhofes.